# Juifs palestiniens
Les Juifs de Palestine ou  Juifs palestiniens étaient les habitants juifs de la région de Palestine (connue en hébreu sous le nom d'Eretz Yisrael, litt. Terre d'Israël) avant la création de l'État d'Israël en 1948.
Le terme communément utilisé pour désigner les communautés juives de la Syrie ottomane au XIXe siècle et de la Palestine britannique avant la création de l'État d'Israël en 1948  est Yishuv (litt. peuplement). Une distinction est faite entre le « Nouveau Yishouv », qui était en grande partie composé de descendant d'immigrants juifs arrivés au Levant pendant la première Aliyah (1881-1903), et le « Vieux Yishouv », qui était la communauté juive de Palestine préexistante, avant la consolidation du sionisme et la première Aliyah.
En plus de s'appliquer aux Juifs qui vivaient en Palestine pendant la période du mandat britannique, le terme Juifs palestiniens a été appliqué aux résidents juifs du sud de la Syrie ottomane, correspondant à la partie sud de la région syrienne à l'époque où celle-ci était administrée par l'Empire ottoman ; il existerait également des exemples scientifiques historiques dans lesquels les Juifs résidant dans les provinces de Palaestina Prima et Palaestina Secunda (du IVe au VIIe siècle) de l'Empire byzantin dans l'Antiquité tardive auraient été appelés Juifs palestiniens[réf. nécessaire].
Après la création de l'État d'Israël en 1948, les Juifs de Palestine mandataire sont devenus citoyens israéliens, et le terme Juifs palestiniens est largement tombé en désuétude et devenu caduc, au profit du terme moderne Juifs israéliens.

## Perspective historique

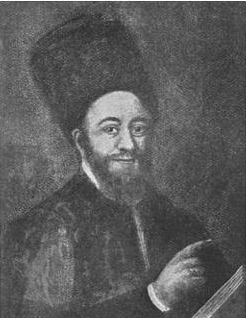
Le rabbin palestinien du XVIIIe siècle Raphael Chayyim Isaac Carregal

Avant le démembrement de l'Empire ottoman, la population de la région comprenant l'Israël moderne, la Cisjordanie et la bande de Gaza n'était pas exclusivement musulmane. Sous le règne de l'empire ottoman au milieu du XVIe siècle, il n'y avait pas plus de 10 000 Juifs en Palestine, ce qui représentait environ 5 % de la population. Au milieu du XIXe siècle, des sources turques indiquaient que 80 % des 600 000 habitants étaient identifiés comme musulmans, 10 % comme arabes chrétiens et 5 à 7 % comme juifs.
La situation de la communauté juive en Palestine était plus compliquée que dans les pays arabes voisins. Alors qu'au Yémen, en Irak, en Syrie et au Liban, les communautés étaient largement homogènes en termes ethniques et confessionnels, en Palestine au XIXe siècle, un grand nombre d'Ashkénazes d'Europe de l'Est et de groupes séfarades de Bulgarie, de Turquie et d'Afrique du Nord sont présents. Mais parmi l'ensemble des Juifs présents au début du XXe siècle en Palestine, une minorité était aussi constituée par les Juifs indigènes, n'étant pas exclusivement d’origine ibérique et comprenant d’importantes communautés de langue yiddish qui s’étaient établies en Palestine des siècles plus tôt.

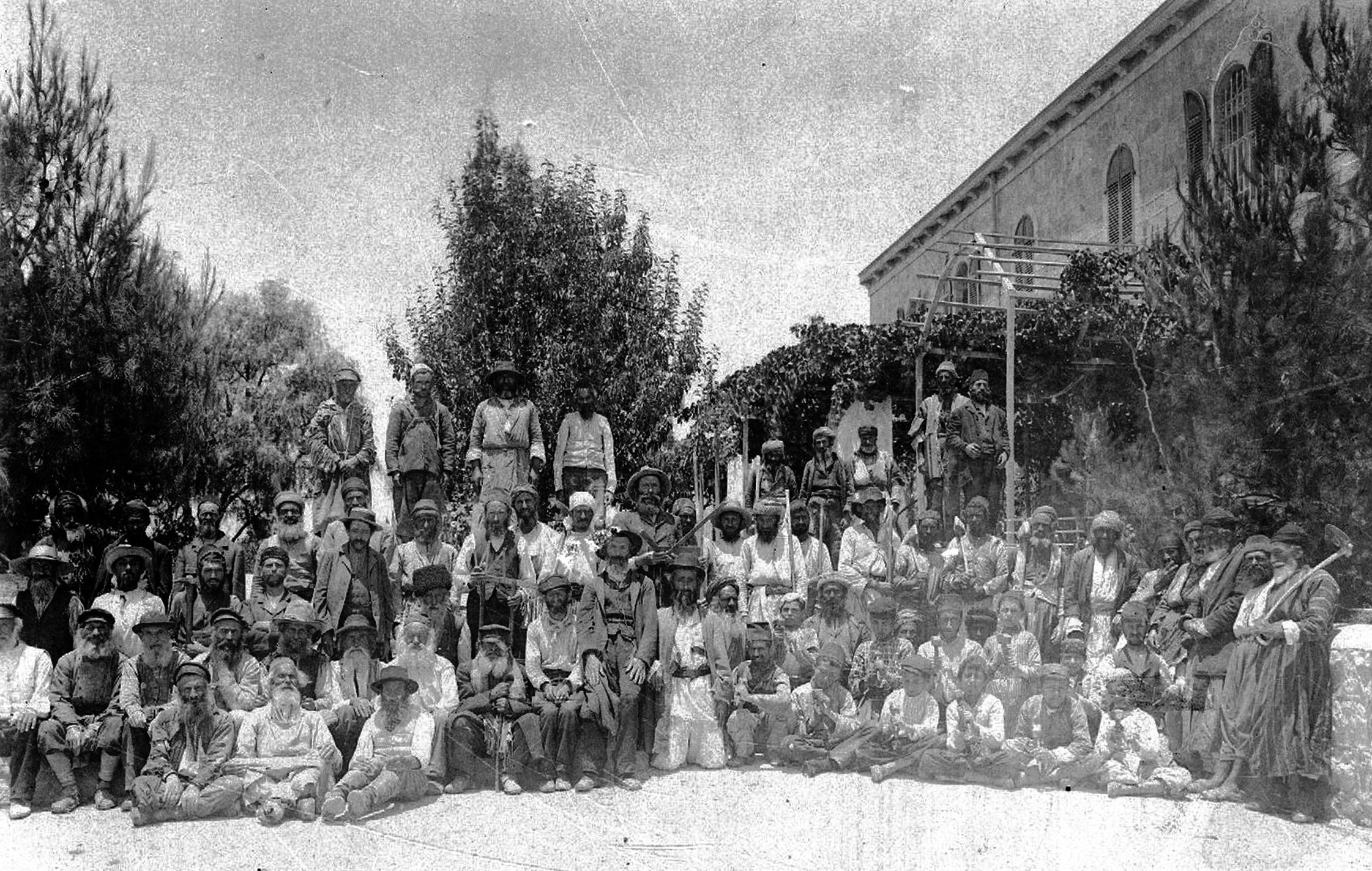
Travailleurs du quartier de Kerem Avraham à Jérusalem (entre 1852 et 1862)

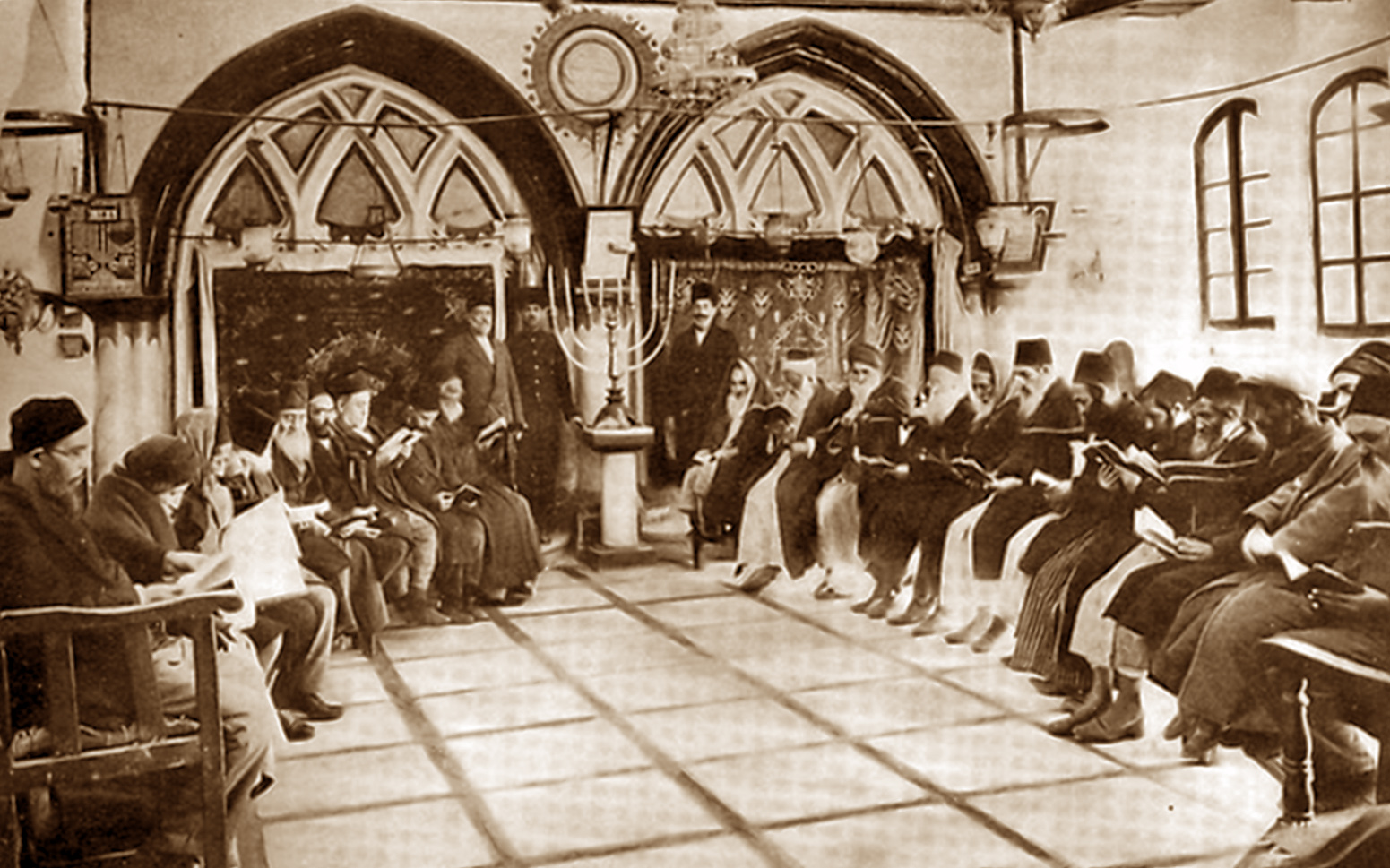
Maison de prière Ben Zakai, Jérusalem, 1893.

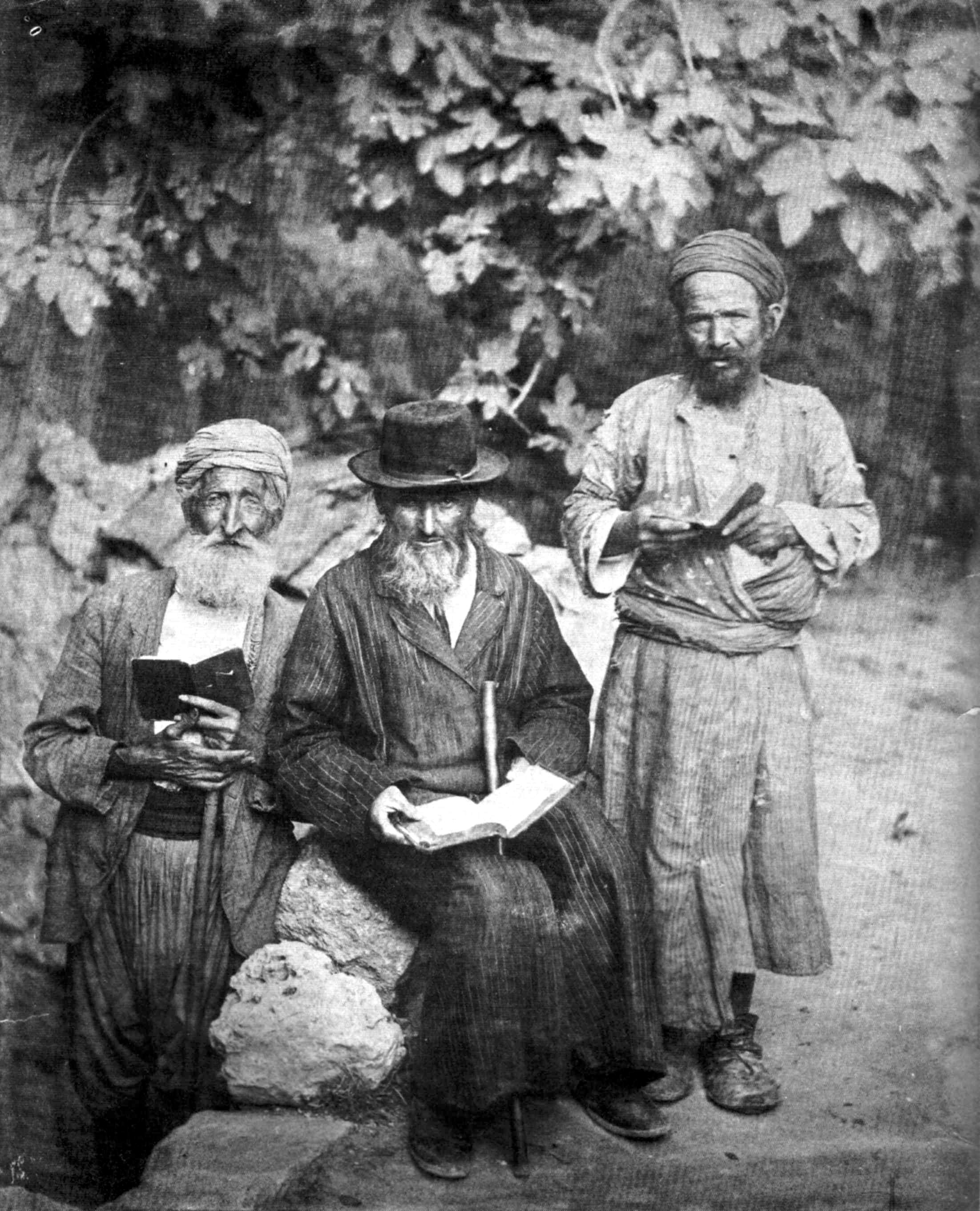
Juifs de Jérusalem, 1895.

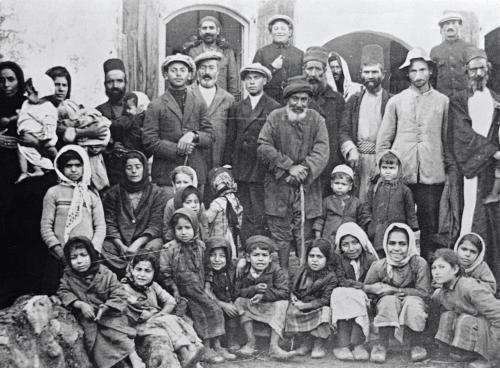
Juifs de Buqei'a, Galilée, vers 1930

Vers la fin de l'ère ottomane en Palestine, les communautés juives indigènes vivaient principalement dans les quatre « villes saintes » de Safed, Tibériade, Hébron et Jérusalem. La population juive était composée d'Ashkénazes (parlant yiddish), de Séfarades (locuteurs judéo-espagnols) et de Maghrébins (arabophones d'Afrique du Nord) ou Mizrahim (Juifs du Moyen-Orient, comparables au terme arabe Mashriqiyyun, ou « Orientaux »). La majorité des Juifs des quatre villes saintes, à l’exception de Jérusalem, parlaient l’arabe et le judéo-espagnol. La langue dominante parmi les Juifs de Jérusalem était le yiddish, en raison de l'importante migration de Juifs ashkénazes pieux venus de Russie et d'Europe de l'Est. Pourtant, en 1882, il y avait à Jérusalem 7 620 Séfarades/Mizrahim/Maghrébins enregistrés, dont 1 290 Maghrébins, originaires du Maghreb ou plus largement d'Afrique du Nord. Originaires de la ville sainte, ils étaient sujets ottomans et parlaient couramment l'arabe. L'arabe a également servi de lingua franca entre les Séfarades/Mizrahim/Maghrebim et les Ashkénazes et leurs homologues arabes non-juifs dans des villes mixtes comme Safed et Hébron. Cependant, durant la période de domination grecque puis romaine, la langue principale des Juifs palestiniens était l'araméen, une langue sémitique étroitement liée à l'hébreu.
Dans les œuvres narratives des Arabes en Palestine à la fin de la période ottomane, comme en témoignent les autobiographies et les journaux intimes de Khalil al-Sakakini et Wasif Jawhariyyeh, les Juifs « autochtones » étaient souvent désignés et décrits comme des abnaa al-balad (enfants du pays), « compatriotes », ou Yahud awlad Arab (Juifs, enfants d'Arabes). Lorsque le premier congrès palestinien de février 1919 publia son manifeste antisioniste rejetant l'immigration sioniste, il souhaita la bienvenue aux Juifs « parmi nous qui ont été arabisés, qui vivaient dans notre province avant la guerre ; ils sont comme nous , et leur loyauté nous appartient.»

## Référence aux Juifs européens en tant quePalestiniensavant 1948
Les Juifs européens étaient généralement considérés comme un peuple « oriental » dans un certain nombre de leurs pays de résidence, ceci en référence à leurs origines ancestrales présumées du Moyen-Orient. Un exemple marquant en est le philosophe prussien du XVIIIe siècle Emmanuel Kant, qui qualifiait les Juifs européens de « Palestiniens vivant parmi nous ».

## Dénomination de l’État d'Israël en arabe
Des documents officiels publiés en avril 2013 par les Archives d'État d'Israël montrent que quelques jours avant la création de l'État d'Israël en mai 1948, les responsables juifs débattaient encore du nom arabe du nouveau pays : Palestine (Filastin), Sion (Sahyon) ou Israël (Isra'il). Deux principes ont été assumés: « qu'un État arabe était sur le point d'être créé aux côtés de l'État juif, conformément à la résolution de partition de l'ONU de l'année précédente, et que l'État juif inclurait une importante minorité arabe dont les sentiments devaient être pris en compte ». En conséquence, les responsables ont rejeté le nom de Palestine parce qu’ils pensaient que ce serait le nom du nouvel État arabe et pourrait prêter à confusion. Ils ont donc opté pour l’option la plus simple : Isra'il.

## Dispute sur l'utilisation du termeJuif palestinien

### Utilisation de l'Organisation de libération de la Palestine (OLP)
La Charte nationale palestinienne, telle qu'amendée par le Conseil national palestinien de l'OLP en juillet 1968, définissait les Palestiniens comme : « les ressortissants arabes qui, jusqu'en 1947, résidaient normalement en Palestine, qu'ils en aient été expulsés ou y soient restés à ce jour. Après cette date, toute personne née d'un père palestinien — que ce soit en Palestine ou à l'extérieur — est également un Palestinien. Les Juifs qui résidaient normalement en Palestine jusqu'au début de l'invasion sioniste seront considérés comme des Palestiniens. ». 

### Utilisation israélienne
Yaakov Meir (né en 1856 à Jérusalem), premier grand rabbin séfarade nommé en Palestine mandataire, a préféré ne pas utiliser le terme Juif palestinien en raison de ses convictions sionistes. Il parlait couramment l'hébreu et encourageait la construction de nouveaux quartiers juifs à Jérusalem ainsi que le rétablissement d'un État juif [israélien] indépendant.
Ben-Zion Meir Hai Uziel (né en 1880 à Jérusalem) fut le grand rabbin séfarade de Palestine mandataire de 1939 à 1948, et d'Israël de 1948 à 1954. Il a été délégué Mizrahi au Congrès sioniste de 1925 à 1946. En tant que sioniste religieux, il croyait fermement à la rédemption d'Israël et au retour des exilés juifs dans le pays pour créer un État juif religieux d'Israël. En tant que fervent partisan du nationalisme israélien, il écrit dans son ouvrage La Rédemption d'Israël : « Nous désirons tous que le rassemblement des exilés ait lieu depuis toutes les régions où ils ont été dispersés ; et que notre langue sainte soit sur nos lèvres et sur les lèvres de nos enfants, dans la construction du pays et son épanouissement grâce aux mains et aux travaux d'Israël ; et nous nous efforcerons tous de voir le drapeau de la liberté et de la rédemption flotter avec gloire et force sur les murs de Jérusalem. » 
Mordechai Eliyahu (né en 1929 à Jérusalem) était un éminent rabbin, possek et chef spirituel. Il a été grand rabbin séfarade d’Israël de 1983 à 1993. Parce qu’Eliyahu était l’un des chefs spirituels du mouvement sioniste religieux, il refusait d’utiliser le terme Palestinien et pensait que tous les Juifs devraient s’abstenir d’utiliser ce terme. Il était un opposant déclaré au désengagement de Gaza de 2005 et soutenait les colonies juives à Gaza et en Cisjordanie. Il était considéré comme quelque peu controversé pour son soutien de longue date à l'aile droite radicale du mouvement sioniste religieux. Eliyahu était un ami du rabbin Meir Kahane et de sa famille.
Uri Davis, citoyen israélien, universitaire, militant et membre observateur du Conseil national palestinien vivant dans la ville arabe de Sakhnin, s'est identifié comme un « hébreu palestinien antisioniste ». Davis a expliqué : « Je ne me décris pas comme un Hébreu palestinien, mais il se trouve que je suis en fait un Hébreu palestinien. Je suis né à Jérusalem en 1943 dans un pays appelé Palestine et le titre de mon acte de naissance est « Gouvernement de Palestine ». " Cela n'est ni ici ni là, cependant. Cela n'a de sens que dans le contexte politique dans lequel je me situe, et dans le contexte politique qui est pertinent pour mon travail, mon plaidoyer en faveur d'une critique du sionisme: " Je suis un antisioniste. ". Depuis, il s'est converti à l'islam en 2008 pour pouvoir épouser une femme musulmane palestinienne, Miyassar Abu Ali, qu'il a rencontrée en 2006. Depuis, il ne se considère plus comme juif.
Tali Fahima, une militante pro-palestinienne israélienne, décrit sa nationalité comme palestinienne. Fahima est née à Kiryat Gat, une ville en développement du sud d'Israël, dans une famille d'origine juive algérienne. Fahima vit dans le village arabe d'Ar'ara, dans le nord d'Israël, et travaille comme professeur d'hébreu. En juin 2010, il fut rapporté qu'elle s'était convertie à l'islam dans une mosquée d'Umm al-Fahm.
L'acteur, réalisateur et activiste Juliano Mer-Khamis, fils d'une mère juive israélienne et d'un père palestinien, s'est décrit dans une interview accordée en 2009 à la radio de l'armée israélienne comme « 100 % arabe palestinien et 100 % juif ».

## Lectures complémentaires
- David Muchlinski. 2021. " Épées et socs : droits de propriété, action collective et gouvernance non étatique dans la communauté juive de Palestine 1920-1948 ." Revue américaine de science politique.